# Jonathan C. Wright
Jonathan C. Wright, Jr. (Winfield, 11 ottobre 1966), è un politico statunitense, procuratore di stato repubblicano della Contea di Logan.
Nel 2002 venne nominato come membro della Camera dei rappresentanti dell'Illinois per il 90º distretto, succedendo a John Turner, che era stato nominato giudice alla Corte d'Appello del 4º distretto dell'Illinois. Poco dopo la sua nomina, nel processo decennale di revisione dei distretti, Wright venne messo nello stesso distretto del politico repubblicano di lungo corso Gwenn Klingler, di Springfield. Wright scelse di non correre per la rielezione. Klinger, un moderato, venne sconfitto dal conservatore Rich Brauer nelle primarie repubblicane.
Nel 2004 partecipò alle primarie repubblicane per succedere a Peter Fitzgerald come senatore per l'Illinois, ma arrivò solo quinto con il 2.6% nella corsa vinta da Jack Ryan..
Wright fu eletto nel 2012 procuratore di stato per la contea di Logan, succedendo al repubblicano Michael McIntosh. Venne rieletto per un secondo mandato nel 2016.